# قلعه آغبلاغ سفلی
قلعه آغبلاغ سفلی مربوط به اورارتو است و در شهرستان خوی، بخش صفائیه، دهستان سکمن آباد، روستای آغبلاغ سفلی واقع شده و این اثر در تاریخ ۷ اسفند ۱۳۸۵ با شمارهٔ ثبت ۱۷۷۵۵ به‌عنوان یکی از آثار ملی ایران به ثبت رسیده است.